# Requisito
- Wikcionario  tiene definiciones y otra información sobre requisito.

Un requisito es una circunstancia o condición necesaria para algo.
Puede emplearse en muy diversos ámbitos. Una oferta de trabajo puede establecer como requisito tener vehículo propio y estudios superiores, excluyendo por tanto a los aspirantes que no cumplan esas condiciones. Para poder votar en un determinado país se debe cumplir una serie de requisitos como ser mayor de edad y tener la nacionalidad en ese país. Igualmente, una discoteca puede establecer como requisitos de entrada condiciones tales como ser mayor de edad e ir bien vestido.
En ingeniería de sistemas se emplea el término requisito en un sentido análogo, como una condición necesaria sobre el contenido, forma o funcionalidad de un producto o servicio.